# 5263 Arrius
Arrius là một tiểu hành tinh vành đai chính, được Duncan Steel đặt theo tên con ông ta là Harry.